# Kunstrijden op de Olympische Winterspelen 1936
Het kunstrijden is een van de sporten die beoefend werden tijdens de Olympische Winterspelen 1936 in Garmisch-Partenkirchen. Het was de zesde keer dat het kunstrijden op het olympische programma stond. In 1908 en 1920 stond het op het programma van de Olympische Zomerspelen. De wedstrijden vonden plaats van 9 tot en met 13 februari.
In totaal namen 85 deelnemers (42 mannen en 43 vrouwen) uit zeventien landen deel aan deze editie.
De Noorse Sonja Henie veroverde voor de derde keer op rij de olympische titel. Ze trad hiermee in de voetsporen van de Zweed Gillis Grafström die in 1920, 1924 en 1928 olympisch kampioen werd. Bij de mannen prolongeerde Karl Schäfer zijn olympische titel, het paar Emilie Rotter / László Szollás eindigde net als in 1932 ook editie op de derde plaats. De Duitser Ernst Baier veroverde de zilveren medaille bij de mannen en werd Olympischkampioen bij de paren met Maxi Herber.
Henie was ook de tweede persoon in het kunstschaatsen die aan vier edities deelnam, ook hierin volgde ze Grafström. Voor Karl Schäfer, Montgomery Wilson en Marcus Nikkanen bij de mannen en Maribel Vinson en Constance Wilson-Samuel bij de vrouwen was het hun derde olympische deelname.
Eindrangschikking
Elk van de zeven juryleden (negen bij de paren) rangschikte de deelnemer van plaats 1 tot en met de laatste plaats. Deze plaatsing geschiedde op basis van het toegekende puntentotalen door het jurylid gegeven. (Deze puntenverdeling was weer gebaseerd op 60% van de verplichte kür, 40% van de vrije kür bij de solo disciplines). De uiteindelijke rangschikking geschiedde bij een meerderheidsplaatsing. Dus, wanneer een deelnemer bij meerderheid als eerste was gerangschikt, kreeg hij de eerste plaats toebedeeld. Vervolgens werd voor elke volgende positie deze procedure herhaald. Wanneer geen meerderheidsplaatsing kon worden bepaald, dan waren beslissende factoren: 1) laagste som van plaatsingscijfers van alle juryleden, 2) totaal behaalde punten, 3) punten behaald in de verplichte kür.

## Mannen
Op 9 en 10 (verplichte kür) en 14 februari (vrije kür) streden 25 mannen uit twaalf landen om de medailles.
r/m = rangschikking bij meerderheid, pc/7 = som plaatsingcijfers van alle zeven juryleden (vet = beslissingsfactor)
| rang   | sporter(s)         | land | r/m                         | pc/7 | punten |
| ------ | ------------------ | ---- | --------------------------- | ---- | ------ |
| Goud   | Karl Schäfer       | AUT  | 7×1 (1-1-1-1-1-1-1)         | 7    | 2959,0 |
| Zilver | Ernst Baier        | GER  | 2×2 (4-4-4-2-3-5-2)         | 24   | 2805,3 |
| Brons  | Felix Kaspar       | AUT  | 3×3 (3-3-2-4-2-7-3)         | 24   | 2801,0 |
| 4      | Montgomery Wilson  | CAN  | 4×4 (2-5-3-3-4-8-5)         | 30   | 2761,5 |
| 5      | Henry Graham Sharp | GBR  | 3×5 (6-2-6-7-5-4-4)         | 34   | 2758,9 |
| 6      | Jack Dunn          | GBR  | 4×6 (5-6-7-6-6-6-6)         | 42   | 2714,0 |
| 7      | Marcus Nikkanen    | FIN  | 4×7 (7-7-5-5-12-9-9)        | 54   | 2664,7 |
| 8      | Elemér Terták      | HUN  | 2×8 (10-9-9-8-9-3-8)        | 56   | 2652,3 |
| 9      | Dénes Pataky       | HUN  | 4×9 (9-12-12-11-7-2-7)      | 60   | 2623,3 |
| 10     | Freddie Tomlins    | GBR  | 2×10 (11-8-14-12-11-10-11)  | 77   | 2550,5 |
| 11     | Leopold Linhart    | AUT  | 3×11 (15-14-11-10-8-12-10)  | 80   | 2549,2 |
| 12     | Robin Lee          | USA  | 3×12 (8-13-8-9-13-15-14)    | 80   | 2541,0 |
| 13     | Erle Reiter        | USA  | 4×13 (12-10-10-13-18-16-16) | 95   | 2470,3 |
| 14     | Hellmut May        | AUT  | 3×14 (16-16-16-15-10-11-12) | 96   | 2483,6 |
| 15     | Toshiichi Katayama | JPN  | 3×15 (20-15-13-14-14-17-15) | 108  | 2431,9 |
| 16     | Geoffrey Yates     | GBR  | 3×16 (13-11-15-18-17-19-17) | 110  | 2441,0 |
| 17     | Lucian Büeler      | SUI  | 2×17 (14-17-19-17-16-18-18) | 119  | 2404,9 |
| 18     | Günther Lorenz     | GER  | 4×18 (19-18-22-19-15-13-13) | 119  | 2404,4 |
| 19     | Roman Turuşanco    | ROU  | 3×19 (18-19-18-16-21-14-22) | 128  | 2364,4 |
| 20     | Kazuyoshi Oimatsu  | JPN  | 4×20 (21-20-17-21-19-20-21) | 139  | 2332,3 |
| 21     | Zenjiro Watanabe   | JPN  | 4×21 (23-22-20-20-20-23-19) | 147  | 2277,9 |
| 22     | George Hill        | USA  | 6×22 (17-21-21-22-22-21-24) | 148  | 2275,8 |
| 23     | Tsugio Hasegawa    | JPN  | 4×23 (22-23-23-23-24-24-23) | 162  | 2202,0 |
| 24     | Jaroslav Sadílek   | TCH  | 7×24 (24-24-24-24-23-22-20) | 161  | 305,0  |
| 25     | Verners Auls       | LAT  | - (25-25-25-25-25-25-25)    | 175  | 222,6  |

## Vrouwen
Op 11 en 12 (verplichte kür) en 15 februari (vrije kür) streden 26 vrouwen uit dertien landen om de medailles.
r/m = rangschikking bij meerderheid, pc/7 = som plaatsingcijfers van alle zeven juryleden (vet = beslissingsfactor)
| rang   | sporter(s)              | land | r/m                         | pc/7  | punten |
| ------ | ----------------------- | ---- | --------------------------- | ----- | ------ |
| Goud   | Sonja Henie             | NOR  | 6×1 (1-1-1-1-1-1,5-1)       | 7,5   | 2971,4 |
| Zilver | Cecilia Colledge        | GBR  | 7×2 (2-2-2-2-2-1,5-2)       | 13,5  | 2926,8 |
| Brons  | Vivi-Anne Hultén        | SWE  | 3×3 (4-4-3-4-3-7-3)         | 28,0  | 2763,2 |
| 4      | Liselotte Landbeck      | BEL  | 3×4 (6-5-5-3-6-3-4)         | 32,0  | 2753,2 |
| 5      | Maribel Vinson          | USA  | 4×5 (3-3-9-7-4-8-5)         | 39,0  | 2720,9 |
| 6      | Hedy Stenuf             | AUT  | 5×6 (5-7-8-5-5-4-6)         | 40,0  | 2713,3 |
| 7      | Emmy Putzinger          | AUT  | 4×7 (8-10-6-6-7-5-7)        | 49,0  | 2672,4 |
| 8      | Viktoria Lindpaintner   | GER  | 6×8 (7-6-4-8-8-10-8)        | 51,0  | 2669,6 |
| 9      | Grete Lainer            | AUT  | 5×9 (9-12-7-9-13-6-9)       | 65,0  | 2613,6 |
| 10     | Etsuko Inada            | JPN  | 0×10 (11-9-11-11-12-12-11)  | 77,0  | 2576,7 |
| 11     | Mollie Phillips         | GBR  | 3×11 (12-8-14-14-9-11-10)   | 78,0  | 2563,4 |
| 12     | Audrey Peppe            | USA  | 3×12 (10-11-13-13-10-13-15) | 85,0  | 2542,9 |
| 13     | Angela Anderes          | SUI  | 0X13 (14-14-16-12-14-15-16) | 101,0 | 2488,1 |
| 14     | Bianca Schenk           | AUT  | 2X14 (19-18-10-16-16-9-14)  | 102,0 | 2494,7 |
| 15     | Éva von Botond          | HUN  | 2×15 (13-15-12-15-15-17-19) | 106,0 | 2492,5 |
| 16     | Belita Jepson-Turner    | GBR  | 3×16 (15-13-18-17-18-14-12) | 107,0 | 2468,1 |
| 17     | Věra Hrubá              | TCH  | 4×17 (18-20-15-18-11-16-13) | 111,0 | 2473,0 |
| 18     | Yvonne de Ligne         | BEL  | 3×18 (17-16-19-10-20-19-17) | 118,0 | 2437,1 |
| 19     | Hertha Frey-Dexler      | GER  | 5×19 (21-17-17-19-17-18-20) | 129,0 | 2417,5 |
| 20*    | Louise Weigel           | USA  | 3×20 (16-21-20-20-21-21-21) | 140,0 | 2354,8 |
| 21*    | Fritzi Metznerová       | TCH  | 6×21 (20-22-21-21-19-20-18) | 141,0 | 2347,5 |
| 22     | Estelle Weigel          | USA  | 7×22 (22-19-22-22-22-22-22) | 151,0 | 2271,8 |
| 23     | Alise Dzeguze           | LAT  | - (23-23-23-23-23-23-23)    | 161,0 | 1966,2 |
| -      | Gweneth Butler          | GBR  | opgave                      |       |        |
| -      | Constance Wilson-Samuel | CAN  | opgave                      |       |        |
| -      | Nanna Egedius           | NOR  | opgave                      |       |        |

 * N.B. In het Officiële rapport is Metznerová als 20e en L. Weigel als 21e geklasseerd. 

## Paren
Op 13 februari (verplichte kür) streden achttien paren uit twaalf landen om de medailles.
r/m = rangschikking bij meerderheid, pc/9 = som plaatsingcijfers van alle negen juryleden (vet = beslissingsfactor)
| rang   | sporter(s)                                 | land | r/m                                 | pc/9  | punten |
| ------ | ------------------------------------------ | ---- | ----------------------------------- | ----- | ------ |
| Goud   | Maxi Herber / Ernst Baier                  | GER  | 7×1 (1-1-1-1-2-1-1-2-1)             | 11,0  | 103,3  |
| Zilver | Ilse Pausin / Erik Pausin                  | AUT  | 7×2 (3,5-2-2-2-1-2-2-3-2)           | 19,5  | 102,7  |
| Brons  | Emilie Rotter / László Szollás             | HUN  | 5×3 (6-3-3,5-5-4-3-3-1-4)           | 32,5  | 97,6   |
| 4      | Piroska Szekrényessy / Attila Szekrényessy | HUN  | 3×4 (3,5-5-6-4-3-5-5-4-3)           | 38,5  | 95,8   |
| 5      | Maribel Vinson / George Hill               | USA  | 4×5 (2-6-5-6-5-4-7-6,5-5)           | 46,5  | 93,4   |
| 6      | Louise Bertram / Stewart Reburn            | CAN  | 5×6 (5-14-3,5-7-13-6-4-5-11)        | 68,5  | 88,3   |
| 7      | Violet Cliff / Leslie Cliff                | GBR  | 7×7 (9-4-7-3-6-9-6-6,5-6)           | 56,5  | 91,3   |
| 8      | Eva Prawitz / Otto Weiß                    | GER  | 4×8 (8-7-9,5-9-10-8-8-8-7)          | 74,5  | 85,8   |
| 9      | Anna Cattaneo / Ercole Cattaneo            | ITA  | 1×9 (12-11-12-10-7-7-14-11-9)       | 93,0  | 81,8   |
| 10*    | Grace Madden / James Madden                | USA  | 2×10 (7-13-14-11-9-11-9-10)         | 95,0  | 81,7   |
| 11*    | Irina Timcic / Alfred Eisenbeisser-Ferraru | ROU  | 3×11 (13-8-11-13-8-14-13-10-12)     | 102,0 | 80,9   |
| 12*    | Rosemarie Stewart / Ernest Yates           | GBR  | 4×12 (10-12-9,5-12-17-10-10-14-8)   | 102,5 | 80,7   |
| 13*    | Audrey Garland / Fraser Sweatman           | CAN  | 7×13 (11-9-8-15-12-16-9-12-13)      | 105,0 | 78,5   |
| 14     | Eleanore Bäumel / Fritz Wächtler           | AUT  | 7×14 (15-10-13-8-11-12-16-14-14)    | 113,0 | 79,0   |
| 15     | Randi Bakke / Christen Christensen         | NOR  | 5×15 (14-15-16-16-14,5-15-12-14-16) | 132,5 | 74,0   |
| 16     | Louise Contamine / Robert Verdun           | BEL  | 7×16 (16-16-17-14-14,5-13-17-16-15) | 138,5 | 73,6   |
| 17     | Hildegarde Švarce / Eduards Gešels         | LAT  | 8×17 (17-17-15-17-16-17-15-18-17)   | 149,0 | 67,9   |
| 18     | Helene Michelson / Eduard Hiiop            | EST  | - (18-18-18-18-18-18-18-17-18)      | 161,0 | 60,9   |

 * N.B. In het Officiële rapport zijn Stewart/Yates als 10e, Madden/Madden als 11e, Garland/Sweatman als 12e en Timcic/Eisenbeisser-Ferraru als 13e geklasseerd. 

## Medaillespiegel
| rang | land             | Goud | Zilver | Brons | totaal |
| ---- | ---------------- | ---- | ------ | ----- | ------ |
| 1    | Oostenrijk       | 1    | 1      | 1     | 3      |
| 2    | Duitsland        | 1    | 1      | 0     | 2      |
| 3    | Noorwegen        | 1    | 0      | 0     | 1      |
| 4    | Groot-Brittannië | 0    | 1      | 0     | 1      |
| 5    | Hongarije        | 0    | 0      | 1     | 1      |
| 5    | Zweden           | 0    | 0      | 1     | 1      |
|      |                  | 3    | 3      | 3     | 9      |

Londen 1908 · 
Antwerpen 1920 · 
Chamonix 1924 · 
St. Moritz 1928 · 
Lake Placid 1932 · 
Garmisch-Partenkirchen 1936 · 
St. Moritz 1948 · 
Oslo 1952 · 
Cortina d'Ampezzo 1956 · 
Squaw Valley 1960 · 
Innsbruck 1964 · 
Grenoble 1968 · 
Sapporo 1972 · 
Innsbruck 1976 · 
Lake Placid 1980 · 
Sarajevo 1984 · 
Calgary 1988 · 
Albertville 1992 · 
Lillehammer 1994 · 
Nagano 1998 · 
Salt Lake City 2002 · 
Turijn 2006 · 
Vancouver 2010 · 
Sotsji 2014 · 
Pyeongchang 2018 · 
Peking 2022
Olympische medaillewinnaars
Alpineskiën · Bobsleeën · Kunstrijden · Langlaufen · Militaire patrouille (demonstratie) · Noordse combinatie · Schaatsen · Schansspringen · IJshockey · IJsstokschieten (demonstratie)